# Žabí vlas
Žabí vlas (Cladophora) je rod vláknitých zelených řas s sifonokladální stélkou (označení pro těla bezcévných rostlin,atd.), s vícejadernými buňkami, patřící do třídy žabovlasovité (Cladophorophyceae). Řasy tohoto rodu se vyskytují ve sladkých i slaných vodách.

## Taxonomie
V některých případech je nadřazený taxon, třída žabovlasovité (Cladophorophyceae) zařazována dovnitř třídy Ulvophyceae jakožto řád Cladophorales.

## Druhy
- Cladophora glomerata – eutrofní tekoucí vody, drsná, bohatě větvená vlákna, hojná
- Cladophora aeagrophila – dna jezer

Podrod Aegagropila (někdy považován za samostatný rod):
- řasokoule zelená (Cladophora aegagropila/Aegagropila linnaei) – dna jezer

## Popis
Rod žabí vlas (Cladophora) je jedním z rodů makroskopických zelených řas, který je obtížné zařadit. Je to hlavně kvůli velkým rozdílům v jejich vzhledu, který je silně ovlivněn stanovištěm, věkem a podmínkami životního prostředí. Rozmnožuje se pohlavně i nepohlavně. Existují dvě mnohobuněčné fáze jejich životního cyklu. Mají izomorfní haplo-diplontní rodozměnu, na gametofytu vznikají bičíkaté gamety, z nichž se po oplození vyvíjí diploidní sporofyt.. Vypadají velmi podobně. Jediné čím lze rozlišit tyto dvě etapy od sebe, je buď jejich počet chromozomů, nebo přezkoumání jejich potomků. Druhy řas rodu žabí vlas mohou způsobovat velké problémy zásadními změnami podmínek mořského dna. Jejich vyšší výskyt je spojený především se zvýšeným obsahem fosforu a dusíku ve vodě. V buněčné stěně mají celulózu a arabinogalaktan.

## Použití
Některé druhy – laoská Mekong Weed Kháy phen slouží jako jídlo.
V Laosu je žabí vlas Cladophora spp. (ໄຄ "kháy"-řeka-plevele či přesněji ໄຄຫີນ "kháy hǐ ː n" řeka-rock-plevele) běžně konzumován jako pochoutka. Řasy rostou na skalách a pod vodou se vytváří jasné skvrny ve vodách povodí řeky Mekong. Nejčastěji jsou konzumovány listy v suchém stavu (ໄຄແຜ່ນ "kháy phɛ̄ ː n"-kháy-listy), podobně jako japonská nori, i když mnohem méně zpracované. Specialitou je suchý khai se sezamem, zatímco Vang Vieng je známý pro své pečené kháy listy. Mohou být konzumovány jako předkrm, nebo s jídlem. Kháy může být pojídán také syrový, v polévkách, nebo vařený.